# Polypedates leucomystax
Polypedates leucomystax és una espècie d'amfibi que viu a Bangladesh, Brunei, Cambodja, Xina, l'Índia, Indonèsia, Japó, Laos, Malàisia, Myanmar, el Nepal, les Filipines, Singapur, Tailàndia, Vietnam i, possiblement també, a Bhutan.